# Schelde-Rijnverbinding
De Schelde-Rijnverbinding is een scheepvaartverbinding voor het binnenvaartverkeer tussen België, Nederland en Duitsland. De verbinding is te gebruiken voor schepen tot en met CEMT-klasse VIb.

## Geschiedenis
De Schelde-Rijnverbinding loopt vanuit de haven van Antwerpen (Schelde) via het Schelde-Rijnkanaal, het Krammer/Volkerak naar het Hollands Diep. Daar wordt gekozen hoe verder te varen.
De Schelde-Rijnverbinding kwam tot stand door de aanleg van het Schelde-Rijnkanaal in de jaren 1970. Na de voltooiing van de Deltawerken (Oesterdam, Philipsdam, Grevelingendam, Markiezaatskade, Volkerakdam) werd de Schelde-Rijnverbinding een zoetwater verbinding zonder getijden.